# Лейпцизька книжкова премія за внесок до європейського взаєморозуміння
Лейпцизька книжкова премія за внесок до європейського взаєморозуміння (нім. Leipziger Buchpreis zur Europäischen Verständigung) — щорічна літературна нагорода Німеччини.

## Короткий опис
Премію з 1994 року присуджує Міністерство науки і культури землі Саксонія та міст Лейпциг разом зі Спілкою німецьких видавців і книгарів та також з Лейпцизьким ярмарком. Премія має дві номінації — головна (грошовий еквівалент — 10 000 євро) та заохочувальна (5 000 євро). Вручення премії відбувається в березні на Лейпцизькому книжковому ярмарку у головному залі Гевандгаусу.

## Лауреати Головної премії
- 1994: Ришард Капущинський (Польща)
- 1995: Петер Надаш (Угорщина), Світлана Гаєр (ФРН)
- 1996: Александр Тишма (Сербія)
- 1997: Імре Кертес (Угорщина)
- 1998: Світлана Алексієвич (Білорусь)
- 1999: Ерік Гобсбаум (Велика Британія)
- 2000: Ганна Кралль (Польща)
- 2001: Клаудіо Магріс (Італія)
- 2002: Бора Чосіч (Сербія)
- 2003: Гюго Клаус (Нідерланди)
- 2004: Джевад Карахасан (Боснія)
- 2005: Славенка Дракулич (Хорватія)
- 2006: Юрій Андрухович (Україна)
- 2007: Герд Кенен (Німеччина), Михайло Риклін (Росія)
- 2008: Геерт Мак (Нідерланди)
- 2009: Карл Шлегель (|Німеччина)
- 2010: Дьордь Далош (Угорщина)
- 2011: Мартін Поллак (Австрія)
- 2012: Ян Кершоу (Велика Британія), Тімоті Снайдер (США)
- 2013: Клаус-Міхаель Богдаль (Німеччина)
- 2014: Панкай Мішра (Індія)
- 2015: Мірча Кертереску (Румунія)
- 2016: Генріх Август Вінклер (Німеччина)
- 2017: Матьяс Енар (Франція)
- 2018: Осне Саєрстад (Норвегія)
- 2019: Маша Гессен (Росія, США)